# می هاتلی
مِی هاتلی (انگلیسی: Mae Hotely؛ ‏ ۷ اکتبر ۱۸۷۲ – ۶ آوریل ۱۹۵۴) بازیگر اهل ایالات متحده آمریکا بود.
از فیلم‌هایی که وی در آن‌ها نقش داشته است، می‌توان به نوزاد، خواهر دوقلو، انتخاب او، ارثیه متیلدا، رویارویی موفقیت‌آمیز، آنچه فراموش کرد، رئیس کیه؟، حرکتش طولانی باد، پلیس زن، افروختن یک آتش و جشن تولد کیسی اشاره نمود.